# Wojciech Obuchowski
Wojciech Obuchowski – pochodził z Porycka, był uczestnikiem powstania listopadowego, wcielony do wojska na Syberii w 1831 roku. W 1833 związany był z tzw. spiskiem omskim.